# Phlebotomus duboscqui
Phlebotomus duboscqui är en tvåvingeart som beskrevs av Newstead-lemaire 1906. Phlebotomus duboscqui ingår i släktet Phlebotomus och familjen fjärilsmyggor. Inga underarter finns listade i Catalogue of Life.